# Technics SL-1200

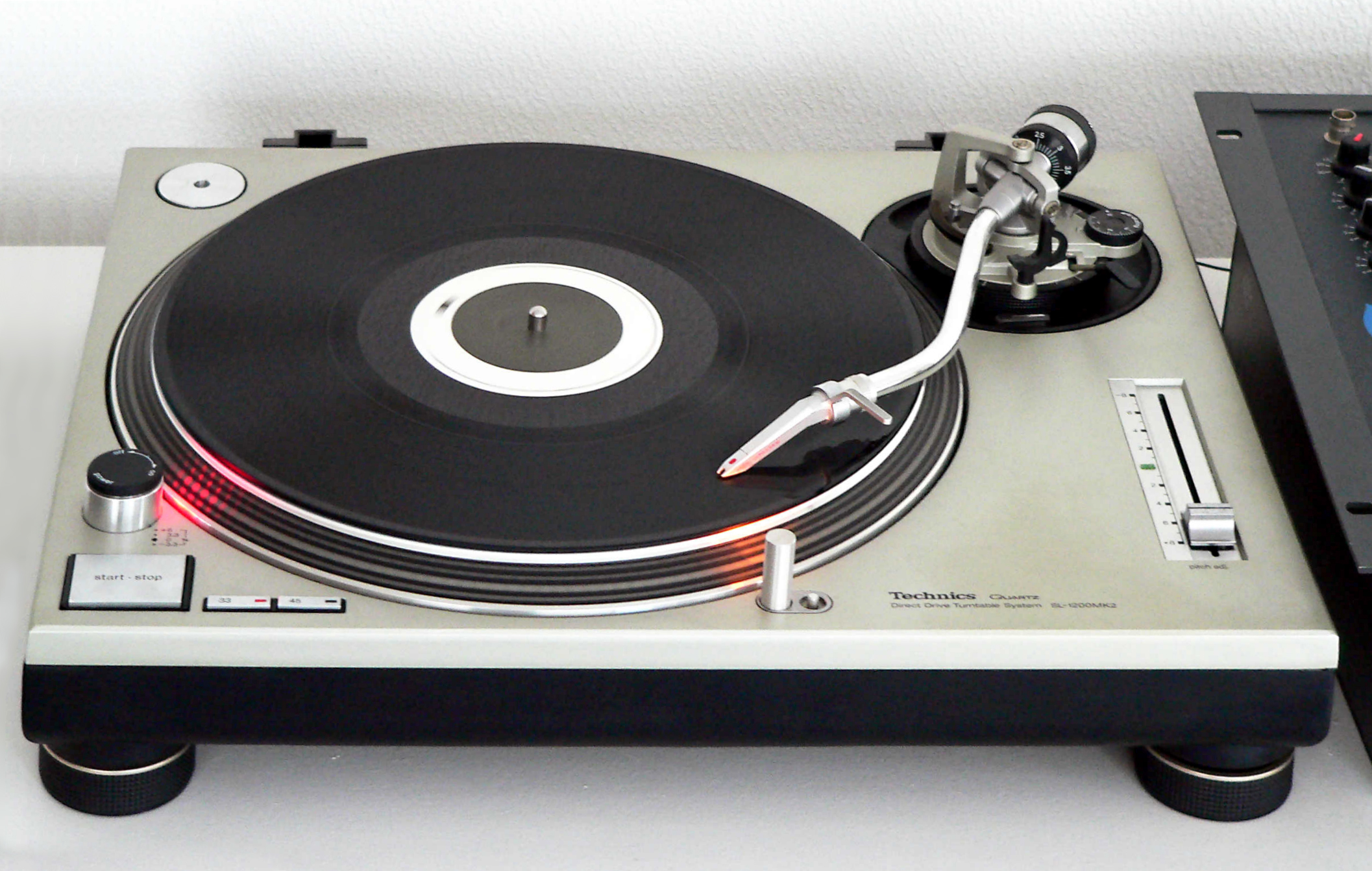
Technics SL-1200MK2

Technics SL-1200シリーズ（テクニクス エスエルせんにひゃくシリーズ）は、パナソニックが製造するTechnicsブランドのレコードプレーヤーシリーズである。同ブランドの代名詞的存在であるとともにクラブDJという存在を生み出し、世界中のクラブ・ディスコ・音楽祭等のアナログDJプレイで使用されているプロ用途レコードプレイヤーのデファクトスタンダードである。
2010年に一度販売終了したが、2016年に復活している。2010年の一時販売終了までの累計販売台数は全世界で約350万台。

## 概要
のちに初代機と看做される製品のみならず同名を冠した後継機も製造販売されたため、当然ながら当初は（のちに初代機と看做される）単一の製品を指す名称であったが、後継機種が世代を重ね販売されるに連れ「同名を冠する製品シリーズ全般」を指す用語としても用いられるようになった。すなわちTechnics SL-1200とは、狭義には初代機自体の製品型番そのものであり、広義には初代機を筆頭とする製品シリーズ全般を指す。本項では明記しない限り、広義の「製品シリーズ全般」として記述する。
トルクの強さ（回転の安定性及びスクラッチ、手で止めるなどに向く）、堅牢（耐久）性、レコード再生後の立ちあがりの速さ（0.7秒）、±8%、±16%（±16%は、SL-1200MK5G、SL-1200GLD、およびSL-1200GAE以降の機種のみ）のピッチコントロール（ミックスにおけるリズムキープのための調整)、ストップブレーキの減速度つまり停止までの時間が調整できるなどの特徴により、世界中のクラブ・ディスコで使われているアナログレコードターンテーブル機材である。またSL-1200MK7では逆回転の機能があらたに加わった。
本シリーズは全機種フォノイコライザーアンプ非搭載なので、ミニコンポなどの「AUX IN(LINE IN)」端子に本シリーズを繋ぐ場合は市販のフォノイコライザーが別途必要（フォノイコライザーを介さず直接AUX IN端子に本シリーズを繋ぐと音が小さくなり、かつ、標準的なLPレコードの場合で、周波数1kHzの音に対して、20kHzでは19.62dB大きく、20Hzでは19.27dB小さくなる。これは、メーカーを問わず、SL-1200シリーズ以外のプレーヤーでも同じ。パナソニックもかつてフォノイコライザーを補修部品扱いで生産しておりサービスルート扱いで購入出来たが、1200シリーズ生産終了に伴い2010年を以てフォノイコライザー生産も終了）。またミニコンポ・CD&MDラジカセなどの外部入力（AUX INまたはLINE IN）端子がミニジャック(M3)や大型ジャック(M6)の場合は（フォノイコライザーに加え）市販のピンコード中継アダプター&ピンプラグ→ミニプラグ変換ケーブル、またはピンプラグ→ミニプラグ変換延長ケーブルが別途必要（本機の出力コードは全てステレオRCAピンプラグ）。
さらにカートリッジをMC型に交換した場合、カートリッジ切替スイッチ非搭載（MMカートリッジ使用プレーヤー専用）アンプにそのまま繋ぐと音が小さくなるので市販の昇圧トランスが別途必要（普及型フルオートタイプとは異なりカートリッジは全機種別売、ヘッドシェル・カートリッジ取付ネジ・軽量カートリッジ用の錘のみ付属）。さらにヘッドホン端子も全機種非搭載なので、ヘッドホンや外部アクティブスピーカーはアンプやDJミキサーを経由して接続する形となる。

## 世代
パナソニックは2023年のSL-1200GR2発売時に、SL-1200シリーズをはじめとした自身のダイレクトドライブターンテーブルの世代を以下のように定義している。

### 第1世代 (1970年~)
ダイレクトドライブターンテーブルの初期の商品群を指す。世界初のダイレクトドライブターンテーブルの実用化モデルであるSP-10や、SL-1200シリーズでは初代機であるSL-1200が該当する。

### 第2世代 (1975年~)
水晶発振器を搭載することで、回転速度を高精度に制御することができるようになった。SL-1200シリーズではSL-1200MK2からSL-1200MK6までの機種が該当する。また、ジャケットサイズレコードプレーヤーであるSL-10もこの世代の商品に当たる。

### 第3世代 (2016年~)
コアレス・ダイレクトドライブ・モーターを新たに採用することで、従来のダイレクトドライブ・モーターの課題であったコギングによる回転ムラを排除している。また、ブルーレイディスクドライブの制御技術を応用したデジタル回転制御により、高トルクで安定したモーター回転を実現している。Technicsブランド復活後のSL-1200GAEからSL-1200MK7が該当する。

### 第4世代 (2023年~)
モーターのデジタル回転制御技術にΔΣ変調と高精度PWM生成技術を搭載し、ダイレクトドライブ・モーターの駆動信号の量子化誤差と歪を低減することで、モーターのわずかな回転ムラや微振動を抑えている。2023年12月時点ではSL-1200GR2のみが該当する。

## 歴史
SL-1200（SLのSはステレオ事業部、Lはプレーヤーを意味している）が最初に登場したのは1972年である。1970年代の同社ダイレクトドライブレコードプレーヤーは「SL-1XXX」という型式名で商品展開をしており（各型式名は機能により規則性があった）、当初のSL-1200はその商品群の中のひとつであった。
初代はクオーツシンセサイザーがまだ搭載されておらず、時間が経つと回転速度のブレが生じるため、ピッチコントローラーが搭載されたのはその回転速度を調節するのが目的だった。その後開発者たちが初代モデルを使っているDJ達を目撃し、大きな指で小さなつまみを操作していた様子から「スライドさせたほうが、よりダイナミックなプレイができるのではないか」として、MK2からスライダータイプに変更された。また初代はインシュレーターも非搭載だったためハウリングが起きやすかったが、MK2からインシュレーターに加えて筐体内部にもゴムを入れることで、下からの振動を極力ピックアップに伝えないようにした。
当時の開発部長がアメリカ合衆国のクラブDJに意見聴取に赴きSL-1200の不具合箇所は無いか尋ねると「このままで良い、これ以上触って欲しくない。」と言う回答を得た。このためMK2以降は主な外観や、主要装備は変わっていない。電圧の異なるヨーロッパ向けには220/240V切替が可能な「SL-1210」が発売されているが、SL-1210についてはSL-1200MK2相当のものが長期にわたって生産された（ただしMK5・MK5Gについては欧州モデルも存在する）。また北米向けにもMK2が販売終了まで生産されていたため、北米でMK3以降の製品は（中古品も含め）ほとんど出回っていないという。
なおMK3D・MK5・MK6・MK7の各シリーズは、DJ操作性を高める目的からダストカバーにヒンジ（蝶番）が付いていない。さらに演奏中のカートリッジを照らして高級感を演出するLEDスポットライト「スタイラスイルミネーター」も搭載されている（イルミネーター横のボタンを押せばスポットライト部が上がりランプが点灯。収納する場合はライト部の先端を押し込む。MK4以前のシリーズは白熱電球、MK5のシリーズは黄色LED、MK5G・GLD・MK6シリーズは青色LED、GAE・G・GR・MK7シリーズは白色LED採用）。
MK3からMK6までのシリーズは「Technics」ロゴが描かれたターンテーブルシートと透明ビニールシートが付属されており、これらを敷いた上にレコード盤を載せるとDJプレイ時に滑らかなスリップ感が得られる（但し通常のレコード再生時にこれらシートを敷くとレコード盤が正常に回転しない場合あり）。なおDJプレイ時はテクニクス純正DJカートリッジ「EPC-U1200」を用いるよう推奨されている（DJプレイ非対応カートリッジは針先の寿命を縮めレコード盤を痛めるので「EPC-U1200」以外のカートリッジはテクニクス・パナソニック製であってもDJプレイ使用不可）。
2010年に「Technics」ブランド自体が一旦消滅したため、それに伴い販売を終了したが、2016年3月に限定モデル「SL-1200GAE」を発表して販売を再開。4月には一般向けモデルである「SL-1200G」を発表し、本格的に復活を果たした。

## 関連商品
パナソニックは1200シリーズの一員として、かつてDJミキサー（各系統スライド式音量つまみ・マイク入力・ヘッドホン出力端子付）も生産しており、そちらはPHONO端子を2系統或いは3系統搭載していた（アース端子は1系統のみでプレーヤー2台或いは3台で共用。フォノイコライザーアンプ代わりにも使えAUX IN端子にも接続可。但し本機はカートリッジ切替スイッチ非搭載で直接繋げるのはMMカートリッジ使用プレーヤーのみのため、MCカートリッジ使用プレーヤーを繋ぐ場合は市販の昇圧トランス経由でないと音が小さくなる）。
さらに同じ1200シリーズの一員として、デジタルターンテーブル（SL-DZ1200）や高級DJヘッドホン（RP-DJ700/DJ1200/DH1200）も生産していたが、本家のレコードプレーヤー生産撤退に伴い2010年を以てDJ関連機器生産も終了している。前述のDJカートリッジも生産終了しているため新品での入手は困難だが、交換用レコード針については元々ナガオカのOEM品だったため、ナガオカから相当品（GC28-1200CS）が販売されている。

## モデル

### 第1世代
- 「SL-1200」 1972年発売
  - 「SL-120」 トーンアーム部が別売りとなっており、同社の製品内から任意のものを選択して装着できるレスオプションモデル。
  - 「SP-12」 ターンテーブルのみのモデルで、キャビネットの自作に対応。

### 第2世代
- 「SL-1200MK2」 1979年発売

ピッチコントローラーをスライド式に変更するなど、DJユースを念頭において設計されている。以降のモデルはすべてSL-1200MK2をベースにデザインされている。
- 「SL-1200MK3」 1989年発売 - ロングセラー機。
- 「SL-1200LTD」 1995年9月発売 販売累計200万台達成記念モデル。生産台数5,000台。

漆黒&24金メッキ仕様。ピッチを瞬時に±0%に戻せるリセットスイッチを装備。ピュアオーディオ用途も考慮されている。「Technics」ロゴステッカー付属。
- 「SL-1200MK3D」 1998年9月発売

MK3のマイナーチェンジモデル。LTDと同じくリセットスイッチ装備。
このモデルからピッチコントローラーにセンタークリックがなくなっている。
発売当初はシルバーのみだったが、2000年にブラックモデルも発売。
- 「SL-1200MK4」 1998年12月発売 台数限定モデル。

シリーズで初めてSP盤の再生に対応し（ただしSP盤再生には対応カートリッジが別途必要）、出力ケーブル着脱式のピュアオーディオ向けモデル。
- 「SL-1200MK5」 2002年11月発売
- 「SL-1200MK5G」 2002年11月発売

MK5/MK5Gはシリーズ30周年記念モデル。スタイラスイルミネーターを白熱電球からLEDに変更（MK5は黄色、MK5Gは青色）。
MK5GはMK5の上位機種の位置付けであり、トーンアームの水平荷重調整機構の搭載とピッチコントーラーの調整範囲（±8%に加え±16%を選択可能）などの違いがある。
- 「SL-1200GLD」 2004年3月発売 生産累計300万台達成記念ゴールド仕様モデル 全世界3,000台限定発売（うち日本国内で500台限定）

基本的な仕様はMK5Gと同じ
- 「SL-1200MK6K1」 2007年12月発売 シリーズ35周年記念日本国内1000台限定販売

限定モデル特典として、「オリジナルゴールドディスク」と「特製ブックレット」を同梱。
「松下電器産業株式会社」の社名が書かれたモデルとしては最終機種。
- 「SL-1200MK6」 2008年発売 2010年12月生産終了。

SL-1200MK6K1の通常版
このモデルから社名が「パナソニック株式会社」になる。

### 第3世代
- 「SL-1200GAE」 2016年6月24日発売

Technicsブランド50周年を記念するシリアルナンバー入りの全世界1,200台限定モデル（日本国内では300台限定）（定価は税抜で33万円）。
このモデル以降SP盤の再生に対応。（操作ボタンは33と45の２つだが、両方を同時に押すと78回転となるモード搭載）。また、電源ケーブルと出力ケーブルを着脱式にすることで、ケーブルのメンテナンス性とカスタマイズ性を向上している。ピュアオーディオ向けモデル。
2022年4月には、シリーズ50周年を記念して、黒モデルの「SL-1200GAE-K」が受注限定生産で販売された。
- 「SL-1200G」 2016年9月9日発売

SL-1200GAEの通常版。GAEとの違いはトーンアームの塗装仕上げとインシュレーター内部の防振素材。ピュアオーディオ向けモデル。
- 「SL-1200GR」 2017年5月19日発売

SL-1200GAE/Gに対してモーター構造・トーンアームのパイプ材料・筐体の構造などにコストカットを行うことで、メーカー希望小売価格を14万8千円まで抑えている。ピュアオーディオ向けモデル。
- 「SL-1200MK7」 2019年5月24日発売[11]

MK6以来11年ぶりのDJ向けモデル。SP盤再生対応、逆回転機能を追加。メーカー希望小売価格は9万円。
- 「SL-1500C」2019年6月28日発売

SL-1200MK7をベースにストロボスコープやピッチコントローラーなどのDJ用機能を省き、トーンアームのオートリフトアップ機能とフォノイコライザーを内蔵したピュアオーディオ向け入門機。OrtofonのMMカートリッジ「2M Red」を付属。メーカー希望小売価格は10万円。
SL-1500Cからフォノイコライザーを取り除き、付属カートリッジをオーディオテクニカのMMカートリッジ「AT-VM95C」に変更した「SL-100C」が廉価版として展開されているが、日本未発売。
- 「SL-1200MK7R」2020年9月発売

ブレイクダンスの世界大会である「Red Bull BC One」とのコラボレーションモデル。同大会のロゴをあしらったスリップマットが付属する。塗装・付属品を除き基本的な仕様はMK7と同じ。日本未発売。
- 「SL-1200M7L」 2022年5月27日発売

シリーズ50周年記念モデル。シリアルナンバー入りの全世界12,000台限定販売。7色の限定カラーで展開。塗装・付属品を除き基本的な仕様はMK7と同じ。
- 「SL-1200MK7SP」 2023年12月11日発売

ファッションブランドのSupremeとのコラボレーションモデル。白地の筐体とスリップマットに同ブランドのロゴがあしらわれている。塗装・付属品を除き基本的な仕様はMK7と同じ。
- 「SL-1200M7B」　2024年7月12日発売

イタリアのスポーツカーメーカーのアウトモビリ・ランボルギーニとのコラボレーションモデル。ランボルギーニのアイコニックなYパターンが筐体にあしらわれ、3色で展開。スリップマットにはランボルギーニのロゴが大きく印刷されている。また、特典としてV12エンジンが搭載された6台のスポーツカーのエンジン音・走行音が収録されたピクチャーレコードが同梱される。塗装・付属品を除き基本的な仕様はMK7と同じ。

### 第4世代
- 「SL-1200GR2」 2023年10月下旬発売[17]

SL-1200GRに新モーター駆動技術「ΔΣ-Drive」とローノイズ電源回路「Multi-Stage Silent Power Supply」を追加することで高音質化を図った後継モデル。メーカー希望小売価格は25万円。ピュアオーディオ向けモデル。

## その他
- リッチー・ホゥティンのレーベルであるPlus8の名称は、SL-1200のピッチコントロール量に由来。
- DJ業界で使用されるレコードプレイヤーとしてデファクトスタンダードを築いたため、他社からもSL-1200同様の「ダイレクトドライブ方式・スライド式ピッチコントロール・スクラッチ対応」などをうたうレコードプレイヤーが多数発売されている。代表的な製品としてPioneer DJ「PLX-1000/500」[18]、ION AUDIO（英語版）「Archive」[19]、Roland「TT-99」[20]などがある。